# 1822 w literaturze
Wydarzenia literackie w 1822 roku.

## Nowe poezje
- William Barnes, Orra: A Lapland Tale[1]
- George Gordon Byron, The Vision of Judgment
- Adam Mickiewicz, Ballady i romanse

## Urodzili się
- 16 września – Zofia Węgierska, polska felietonistka i pisarka (zm. 1869)

## Zmarli
- 25 czerwca – E.T.A. Hoffmann, niemiecki poeta i pisarz (ur. 1776)